# Blokovi
Blokovi (en serbe cyrillique : Блокови, les « blocs ») est un quartier de Belgrade, la capitale de la Serbie. Il est situé dans la municipalité de Novi Beograd. En 2002, avec le quartier du Dr Ivan Ribar, il comptait 89 561 habitants.

## Localisation et présentation
Le quartier des Blokovi se trouve au sud-est de la partie urbanisée de la municipalité de Novi Beograd. Il est situé sur la rive gauche de la Save, en face des îles d'Ada Međica et Ada Ciganlija. Il est délimité par les quartiers de Bežanija et Bežanijska kosa au nord, par le Blok 58 au sud-est (quartier de Savski Nasip) et par le quartier du Dr Ivan Ribar à l'ouest. 
Quand la construction de Novi Beograd a commencé en 1948, le secteur, conçu pour de futures extensions, fut divisé en 72 blocs, avec plusieurs sous-blocs (comme 8-a, 9-a, 9-b, 70-a etc.). N'ayant pas de nom, le quartier prit avec le temps le nom de Blokovi, mot qui, en serbe, signifie les « blocs ». Les immeubles de ce quartier relèvent dans l'ensemble de ce que l'on appelle l'architecture brutaliste.
Blokovi est divisé en deux sous-quartiers séparés par la rue Jurija Gagarina : Savski Blokovi et Bežanijski Blokovi.

## Savski blokovi

### Caractéristiques

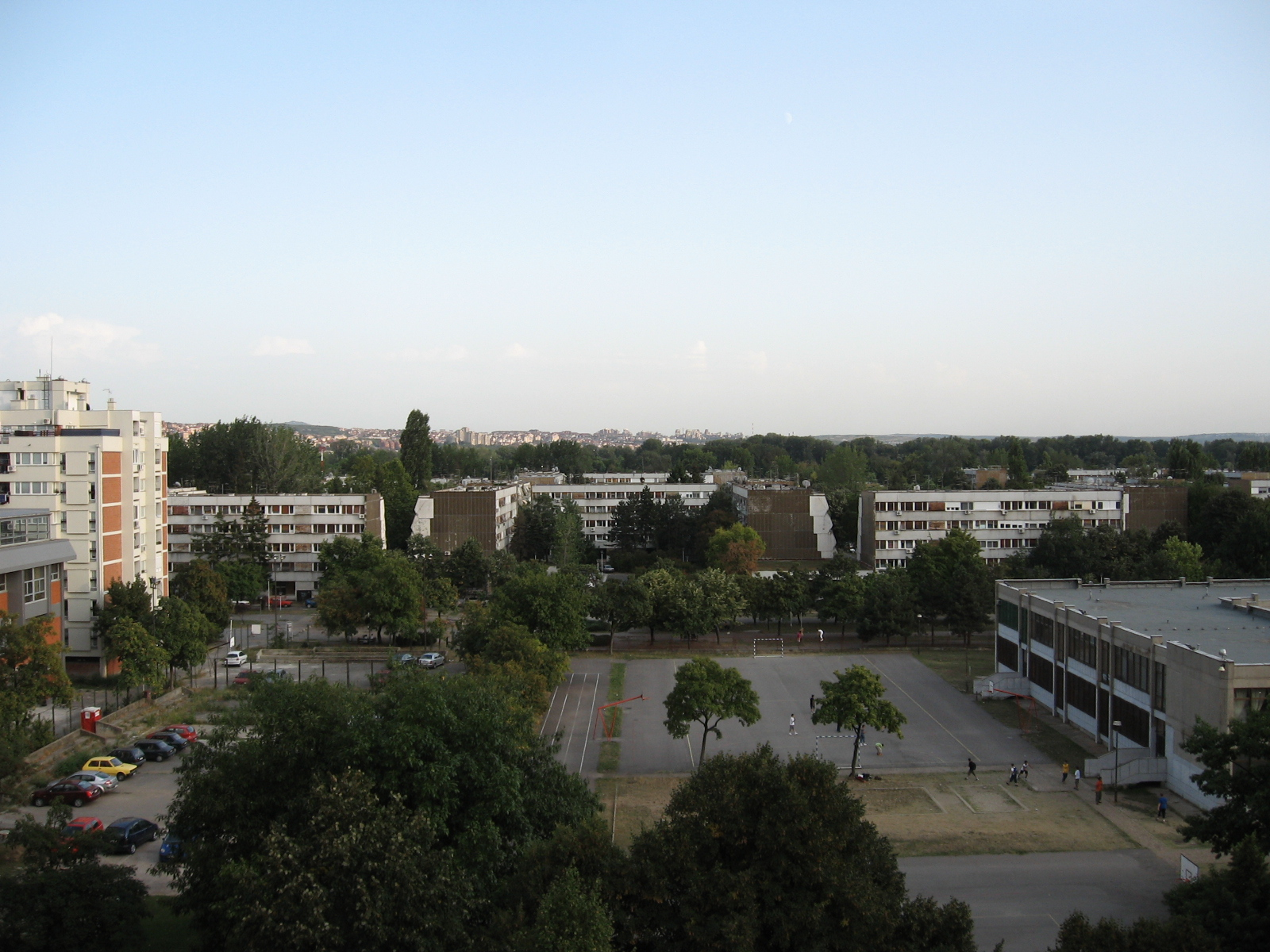
Savski blokovi, le Blok 45, avec l'école primaire Branko Radičević

Le quartier de Savski blokovi (en serbe cyrillique : Савски блокови) comptait 45 056 habitants en 2002.
Il est célèbre pour ses rangées de bâtiments résidentiels en béton gris. On y trouve en particulier les blocs 45 et 70 qui regroupent 45 gratte-ciel identiques le long de la Save et 80 immeubles identiques près de la rue Jurija Gagarina.
Les immeubles à deux ou quatre étages des blocs 70 et 45 sont également connus sous le nom de Naselje sunca, la « cité du soleil ». C'était le nom retenu pour attirer les habitants quand la construction du bloc commença en 1974. Ce quartier comptait alors un grand nombre d'intellectuels et d'artistes.
La rue Omladinskih brigada sépare le Blok 70a du Blok 70, la rue Gandijeva sépare le Blok 70 du Blok 44 et la rue Nehruova le Blok 44 du Blok 45.

### Économie et transport
Le quartier est entièrement résidentiel. En revanche, à partir des années 1990, un secteur commerçant a commencé à se développer autour de la rue Jurija Gagarina (Youri Gagarine).
Le Blok 70 est connu comme le quartier chinois de Belgrade ; on y trouve de nombreux magasins et restaurants orientaux, ainsi qu'un célèbre marché chinois.
Les lignes d'autobus 45 (Blok 44 – Zemun Novi Grad), 68 (Zeleni venac – Novi Beograd Blok 70), 73 (Novi Beograd Blok 45 – Batajnica), 76 (Novi Beograd Blok 70a – Hôpital de Bežanijska kosa), 82 (Zemun Kej oslobođenja – Bežanijsko groblje – Blok 44), 89 (Vidikovac – Čukarička Padina – Novi Beograd Blok 61), 94 (Novi Beograd Blok 45 – Miljakovac I), 95 (Novi Beograd Blok 45 – Borča III), 601 (Gare principale – Surčin) et 610 (Zemun Kej oslobođenja – Jakovo) desservent le quartier, ainsi que les lignes de tramway 7 (Ustanička - Blok 45), 7L (Tašmajdan - Blok 45), 9  (Banjica - Blok 45), 11 (Kalemegdan - Blok 45) et 13 (Blok 45 – Banovo brdo).

### Le parc aquatique de Belgrade
Le Blok 44 est le site de construction du futur parc aquatique de Belgrade. La construction a commencé en 2005 et devait s'achever en 2006. Il devrait couvrir une surface de 5 hectares et proposer 11 piscines et 21 toboggans, dont un "toboggan familial" de 132 m. Une rivière de 405 m est également prévue, ainsi que des piscines couvertes, des bowlings et des rampes pour le skateboard. Cependant le joueur de basketball Žarko Paspalj, un des investisseurs du projet, a annoncé que l'ouverture du parc était reportée à 2008.

## Bežanijski blokovi (Oficirski blokovi)

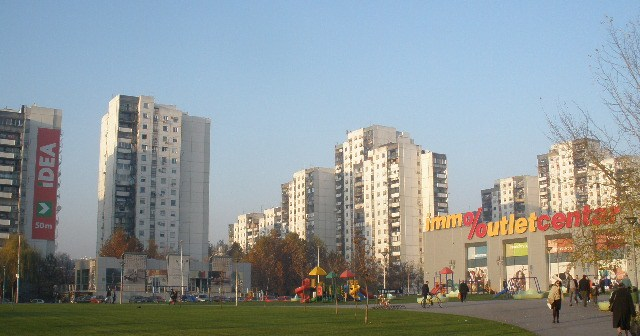
Le Blok 64

### Caractéristiques
Le quartier de Bežanijski blokovi (en serbe cyrillique : Бежанијски блокови) comptait 44 505 habitants en 2002. Il a été construit sur la partie autrefois inhabitée de l'ancien village de Bežanija qui lui a donné son nom. Cependant le quartier n'est pas totalement urbanisé. Comme Savski blokovi, il  présente une cinquantaine de gratte-ciel résidentiels rangés en deux lignes parallèles qui traversent les Bloks 61, 62, 63 et la partie occidentale du Blok 64.
Bežanijski Blokovi est également connu sous le nom de « Oficirski blokovi » (Официрски блокови), les « blocs des officiers » ; ce nom provient des soldats de l'ancienne armée yougoslave qui sont venus s'y installer en grand nombre.
Le quartier est délimité au sud par la rue Jurija Gagarina et au nord par la rue Vojvodanska (rue de la Voïvodine) qui le sépare de Bežanija. À l'intérieur du quartier, la rue Dušana Vukasovića sépare les Bloks 61 et 62, la rue Nehruova les Bloks 62 et 63 et la rue Gandijeva les Bloks 63 et 64.

### Économie et transport
Bien que situé dans le prolongement des zones les plus industrialisées de Novi Beograd (industries lourdes comme IMT, Minel, FOB-FOM, etc.), le quartier est essentiellement résidentiel. 
En plus des autres lignes d'autobus qui desservent Savski blokovi, les lignes 71 (Zeleni venac – Bežanija) et 72 (Zeleni venac – Aéroport Nicolas Tesla) traversent Bežanijski blokovi.

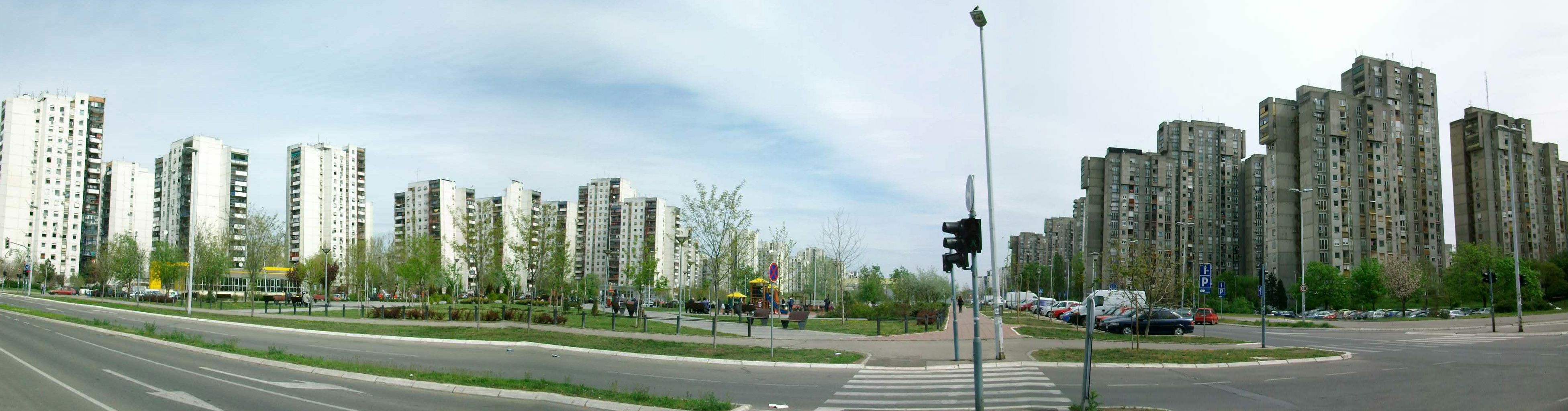
Le Blok 62

## Culture du quartier et image publique
Le quartier des Blokovi est socialement mêlé : il n'est pas rare qu'un conducteur d'autobus ait comme voisin d'appartement un neurochirurgien.
Les Bloks situés à proximité de la Save sont connus pour leur tranquillité. En revanche, les Bloks surpeuplés du centre du quartier et, en particulier, ceux du Blok des officiers ont la réputation de former un véritable ghetto urbain. Cette image est véhiculée par des films serbes récents, comme Rane (Les Blessures), Apsolutnih sto, Jedan na jedan, Sutra ujutru, Klip aka Clip et Sedam i po. 
Un graffiti du Blok 70 parodie ainsi une célèbre chanson serbe pour les enfants : 
```
Cveće je ukras bašte,
Leptir je ukras cveta,
A deca puna 
gandže
,
Deca su ukras 
geta
.
```

Traduction :
```
La fleur est la parure du jardin,
Le papillon est la parure de la fleur,
Mais les enfants pleins d'
herbe
,
Les enfants sont la parure du 
ghetto
.
```

En 1982, Le célèbre groupe de rock yougoslave Riblja Čorba a chanté un titre intitulé Neću da živim u bloku 65, « Je ne veux pas vivre dans le blok 65 ». Un célèbre groupe de grunge issu du Blok 19a, appelé Euforia, possède à son répertoire une chanson nommée Blokovi. En 2008,des scènes du film Banlieue 13 - Ultimatum ont été tournées dans  le quartier des Bloks .